# Rävtjärnen (Idre socken, Dalarna)
Rävtjärnen är en sjö i Älvdalens kommun i Dalarna och ingår i Dalälvens huvudavrinningsområde. Sjön har en area på 0,264 kvadratkilometer och ligger 846,2 meter över havet. Vid provfiske har röding fångats i sjön.

## Delavrinningsområde
Rävtjärnen ingår i det delavrinningsområde (690001-133132) som SMHI kallar för Mynnar i Hovdbäcken. Medelhöjden är 859 meter över havet och ytan är 7,69 kvadratkilometer. Det finns inga avrinningsområden uppströms utan avrinningsområdet är högsta punkten. Vattendraget som avvattnar avrinningsområdet har biflödesordning 4, vilket innebär att vattnet flödar genom totalt 4 vattendrag innan det når havet efter 511 kilometer. Avrinningsområdet består mestadels av kalfjäll (90 procent). Avrinningsområdet har 0,26 kvadratkilometer vattenytor vilket ger det en sjöprocent på 3,4 procent.